# CEACAM8
CEACAM8 (англ. Carcinoembryonic antigen-related cell adhesion molecule 1 (biliary glycoprotein); CD66b) — гликопротеин семейства раково-эмбриональных антигенов (CEA), продукт гена человека CEACAM8.

## Функции
Белок играет роль в Ca2+-зависимой клеточной адгезии, клеточной миграции и связывании патогенов. Опосредует гетерофильную клеточную адгезию с другими белками группы CEA, такими как CEACAM6.

## Тканевая локализация
CEACAM8 экспрессирован исключительно на гранулоцитах и используется как маркёр этих клеток.